# 夢幻傳說
夢幻傳說（日语：夢幻伝説 タカマガハラ），是日本漫畫家立川惠繼怪盜St. Tail之後的作品。1997年2月號至1999年6月號於講談社旗下的少女漫畫月刊Nakayoshi連載，香港則於1998年7月至2000年11月於COMiC FANS連載。單行本共5冊。

## 登場角色

### 中川國
若狹結姬
主角。1月7日出生。山羊座。B型。身高145cm，體重38kg。小學五年級生，擁有勾玉後，得到神秘的力量。
甲斐隆臣
1月31日出生。水瓶座。A型。身高145cm，體重37kg。結姬的同班同學，結姬暗戀的人。
因幡颯太
4月10日出生。白羊座。A型。身高144cm，體重36kg。結姬的同班同學，非常聰明。
和泉那智
12月27日出生。山羊座。B型。身高148cm，體重37kg。結姬的同班同學，是大公司的繼承人。
日向泰造
5月13日出生。金牛座。O型。身高149cm，體重45kg。與結姬同級，是五年班的孩子王。
相模圭麻
6月12日出生。雙子座。AB型。身高145cm，體重45kg。與結姬同級，是五年班的奇怪少年。
夢渡神社的少女

若狹光介
結姬的弟弟。每天與弟弟們反覆爭吵。
若狹陽一、陽二
結姬的弟弟。雙胞胎兄弟。
長門老師
3月9日出生。雙魚座。B型。神代小學5年1組的擔當老師。

### 高天原
隆臣
在高天原中出了名的盜賊團首領。15歳。雪之月15（7月15日）出生。A型。身高168cm。體重59kg。跟高天原裡的甲斐隆臣十分相似，唯一沒有持有勾玉的同伴，結姬第一天到達高天原所碰到的人，額頭上有一個神秘的記號。
颯太
繼承隱藏「布刀玉命」力量的勾玉，與因幡颯太共同擁有記憶的「天神」之一。14歳。刻之月21（2月21日）出生。A型。身高164cm。體重55kg。神官，是高天原裡的因幡颯太，使用勾玉便可以看到常人看不到的事物，並能夠預知未來。
那智
繼承隱藏「天宇受賣命」力量的勾玉，與和泉那智共同擁有記憶的「天神」之一。16歳。衣之月30（3月30日）出生。B型。身高158cm。體重48kg。神王宮的女官，是高天原裡的和泉那智，使用勾玉便能讓受傷的生物復原。
泰造
繼承隱藏「天手力男命」力量的勾玉，與日向泰造共同擁有記憶的「天神」之一。17歳。風之月6（5月6日）出生。O型。身高186cm。體重68kg。賞金獵人，是高天原裡的日向泰造，使用勾玉便會力大無窮。
圭麻
繼承隱藏「伊斯許理度賣命」力量的勾玉，與相模圭麻共同擁有記憶的「天神」之一。15歳。藥之月7（10月7日）出生。AB型。身高169cm。體重58kg。發明家，是高天原裡的相模圭麻，使用勾玉便能借用生物力量。
鳴女/思兼神
在「高天原」世界中擔任「天照」助理的女性。在這個世界中「神名（天照、思兼神等）」並非本名，而是「職務名稱」而已。A型。
頻伽
被稱為「迦陵頻伽」的聖鳥，與結姬一起行動；能夠通過勾玉凡力量和結姬、天神們談話。
伽耶
神王宮的巫女姬。是宮之主「月讀」的女兒、「天照」的姪女。星之月20（1月20日）出生。B型。
月讀
平定「高天原」的當政者、神王宮的主人，亦是「天照」哥哥、伽耶的父親。「月讀」是是職務名，本名不明。
社

藍

鍊金術師

真苗

## 外部連結
- Satellite-M - 作者的官方網頁（日語）